# Tour du Doubs 2007
Il Tour du Doubs 2007, ventiduesima edizione della corsa e valida come evento dell'UCI Europe Tour 2007 categoria 1.1, si svolse l'8 luglio 2007 su un percorso totale di 196,8 km. Fu vinto dal francese Vincent Jérôme che terminò la gara in 4h43'42", alla media di 41,621 km/h.
Al traguardo 27 ciclisti portarono a termine il percorso.

## Ordine d'arrivo (Top 10)
| Pos. | Corridore           | Squadra         | Tempo    |
| ---- | ------------------- | --------------- | -------- |
| 1    | Vincent Jérôme      | Bouygues Tél.   | 4h43'42" |
| 2    | Pierre Rolland      | Crédit Agricole | a 20"    |
| 3    | Sébastien Duret     | Bretagne        | a 1'21"  |
| 4    | Hubert Dupont       | AG2R Prév.      | s.t.     |
| 5    | Noan Lelarge        | Bretagne        | a 1'45"  |
| 6    | Francis Mourey      | F. des Jeux     | a 2'19"  |
| 7    | László Bodrogi      | Crédit Agricole | a 2'45"  |
| 8    | Chris Froome        | Konica Minolta  | a 4'53"  |
| 9    | Jérémy Roy          | F. des Jeux     | a 7'22"  |
| 10   | Christophe Edaleine | Crédit Agricole | s.t.     |